# 9565 Tikhonov
9565 Tikhonov è un asteroide della fascia principale. Scoperto nel 1987, presenta un'orbita caratterizzata da un semiasse maggiore pari a 2,3424272 UA e da un'eccentricità di 0,1323836, inclinata di 6,34735° rispetto all'eclittica.